# Tim Heijbrock
Frederik Timothée (Tim) Heijbrock (28 oktober 1985 in Naarden), is een Nederlandse roeier. Hij vertegenwoordigde Nederland bij verschillende internationale wedstrijden. Hij kwam met name uit op de lichte skiff en de lichte vier zonder stuurman.
Heijbrock is geboren in Naarden, maar groeide op in Almere. Hij studeerde Voeding & Diëtetiek aan de HVA. Zijn eerste internationale succes behaalde hij in 2007 door bij het WK onder 23 jaar in het Schotse Strathclyde een zilveren medaille te winnen op het onderdeel lichte skiff. Hij finishte met een tijd van 7.16,93 ongeveer twee seconden achter de Griek Vasileios Polymeros die in 7.14,80 over de finish kwam.
In 2012 kwalificeerde hij zich voor de Olympische Zomerspelen 2012 door tweede te worden bij het olympisch kwalificatietoernooi in Luzern. Hij kwam met Vincent Muda, Tycho Muda en Roeland Lievens namens Nederland uit op het onderdeel lichte vier zonder stuurman en behaalde met dat team de zesde plaats.
Hij nam samen met Jort van Gennep, Bjorn van den Ende (zijn neef) en Joris Pijs deel aan de Olympische Zomerspelen 2016 in de lichte vier-zonder met een elfde plaats als resultaat.
Heijbrock roeide bij RV Pampus,  H.R.V. Cornelis Tromp, Willem III en A.A.S.R. Skøll.
Op dit moment is Heijbrock werkzaam als juniorencoördinator en coach bij RV Willem III.

## Palmares

### lichte skiff
- 2007: 5e Wereldbeker II - 7.05,16
- 2007:  WK U23
- 2008:  Wereldbeker II - 7.18,50
- 2009: 5e Wereldbeker I - 7.16,76

### dubbel twee
- 2005: 5e WK U23 - 7.03,93

### dubbel vier
- 2003: 20e Athens Schinias - 3.06,21

### lichte twee zonder stuurman
- 2008:  Wereldbeker I - 7.50,99

### lichte vier zonder stuurman
- 2009: 6e Wereldbeker III - 6.14,65
- 2009: 6e WK - 5.57,91
- 2010: 5e Wereldbeker I - 6.05,39
- 2010: 6e Wereldbeker III - 6.07,17
- 2010: 9e EK - 6.08,60
- 2010: 5e WK - 6.11,94
- 2011: 5e Wereldbeker I - 6.03,71
- 2012: 4e Wereldbeker I - 6.04,69
- 2012:  Olympische kwalificatie - 6.01,99
- 2012: 6e Olympische Spelen - 6.11,39
- 2016: 11e Olympische Spelen - 6.37,28